# Акимов, Александр Васильевич (флагман)
Александр Васильевич Акимов (1882 —1945) — советский военно-морской деятель, инженер и педагог, преподаватель, кандидат технических наук, инженер-капитан 1-го ранга (1940).

## Биография
Александр Васильевич Акимов родился 26 августа 1882 года. 26 января 1904 года окончил Морское инженерное училище и произведён в младшие инженер-механики Корпуса инженер-механиков флота.
Участник обороны Порт-Артура, прибыв туда 19 февраля 1904 года. Младший судовой механик канонерской лодки «Бобр» (февраль-март 1904). Младший судовой механик миноносца «Бойкий» (после марта 1904—1906). Прорвался на «Бойком» из Порт-Артура в Циндао. Награждён за Русско-японскую войну орденами: святого Станислава 3-й степени с мечами и бантом (18 июня 1904, утверждён 23 августа 1904) за охрану КЛ «Бобр» и катеров во время боя при Цзиньчжоу, святой Анны 3-й степени с мечами и бантом (19 декабря 1905), святого Владимира 4-й степени с мечами и бантом (19 декабря 1905). Участник Первой мировой войны.
В РККФ с 7 ноября 1917. В 1920-х участвовал в разработке корабельных паросиловых энергетических установок. В декабре 1944 старший преподаватель кафедры паровых турбин Высшего военно-морского инженерного училища им. Ф. Э. Дзержинского.

## Звания
- младший инженер-механик (26 января 1904);
- поручик корпуса инженеров-механиков (1 января 1905);
- инженер-механик-капитан 2-го ранга (6 декабря 1915);
- инженер-флагман 3-го ранга (1939)[4][5];
- инженер-капитан 1-го ранга (1940)[6]